# Ennevelin
Ennevelin [ɛnvəlɛ̃] est une commune française, située dans le département du Nord en région Hauts-de-France.

## Géographie

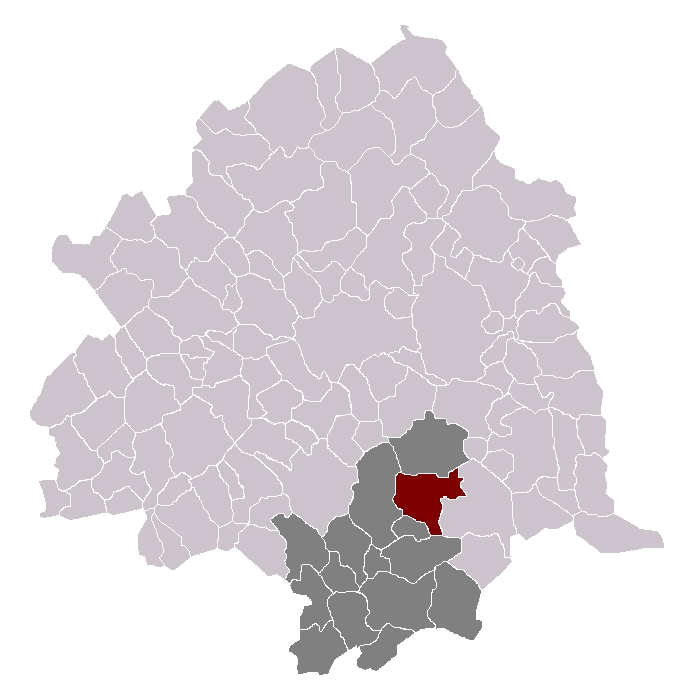
Ennevelin dans son canton et son arrondissement

Ennevelin est une commune de Flandre romane, située dans le pays du Pévèle.

### Communes limitrophes
|              | Fretin    |                     |
| Avelin       | Ennevelin | Templeuve-en-Pévèle |
| Pont-à-Marcq | Mérignies |                     |

### Hydrographie

#### Réseau hydrographique
La commune est située dans le bassin Artois-Picardie. Elle est drainée par la Marque, la Chapellerie, la Planque, le Courant du pont tissard, le Fourneau, le Pont Thibault et divers autres petits cours d'eau,.
La Marque, d'une longueur de 32 km, prend sa source dans la commune de Thumeries et se jette  dans le canal de Roubaix à Wasquehal, après avoir traversé 25 communes. Les caractéristiques hydrologiques de la Marque sont données par la station hydrologique située sur la commune. Le débit moyen mensuel est de 0,248 m3/s. Le débit moyen journalier maximum est de 6,310 3 mars 20 247,3 m3/s, atteint le 26 février 2024.

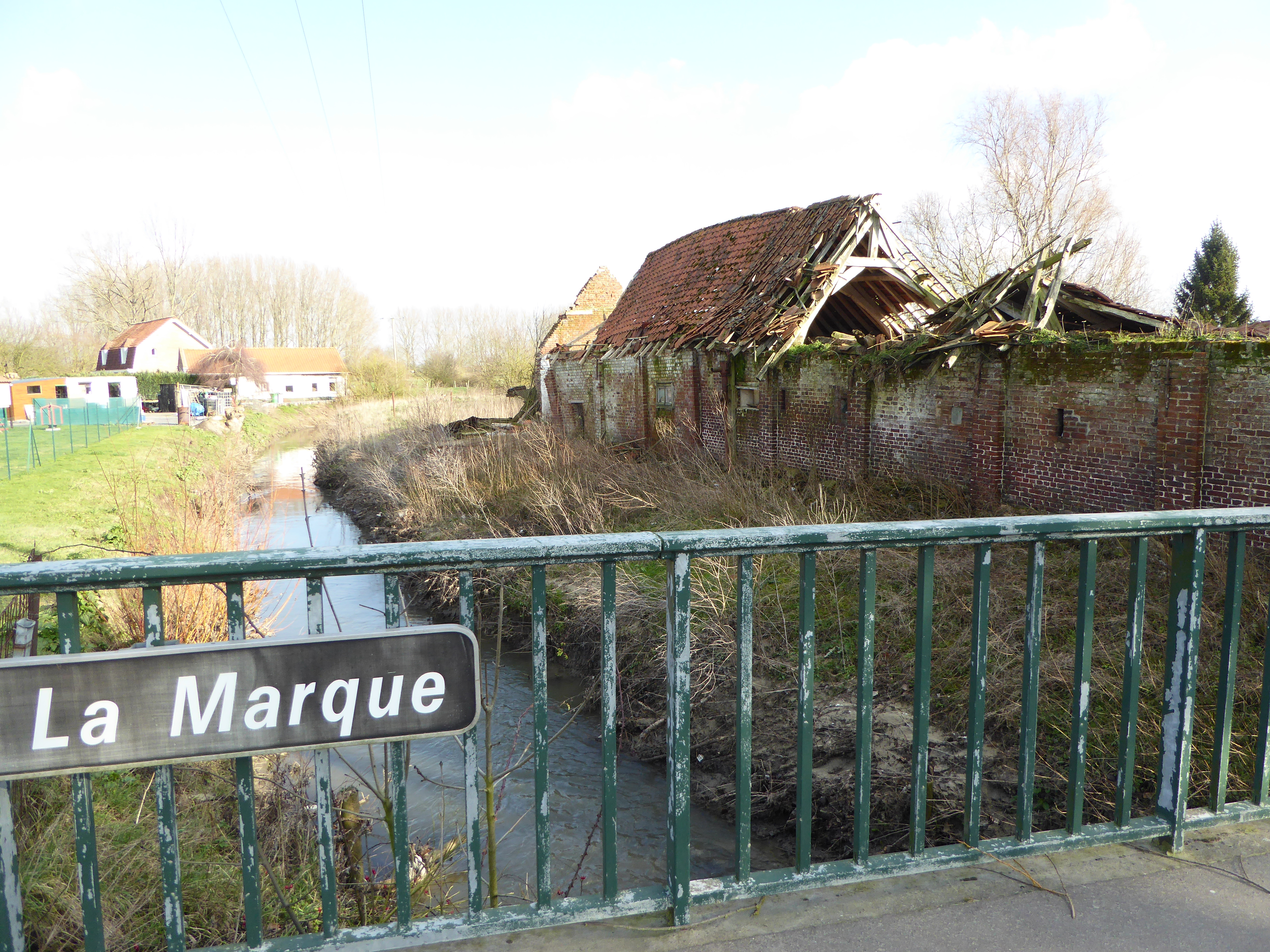
La Marque.- rue Jean Jaurès(D128)
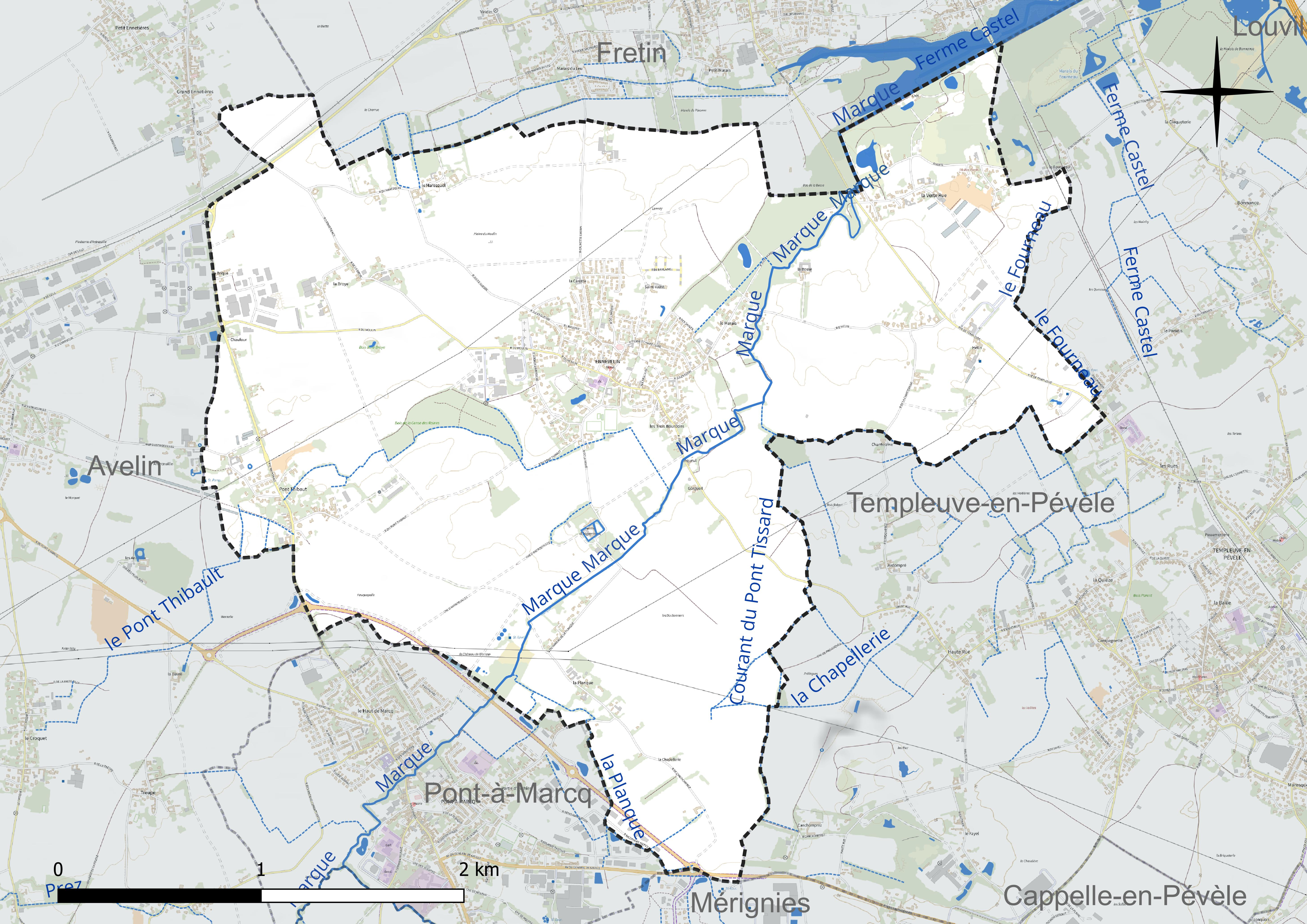
Réseau hydrographique d'Ennevelin.

#### Gestion et qualité des eaux
Le territoire communal est couvert par le schéma d'aménagement et de gestion des eaux (SAGE) « Marque Deûle ». Ce document de planification concerne un territoire de 1 120 km2 de superficie, délimité par les bassins versants de la Marque et de la Deûle, formant une vaste cuvette sédimentaire de 40 km de long et de 25 km de large, où la pente est très faible. Le périmètre a été arrêté le 2 décembre 2005 et le SAGE proprement dit a été approuvé le 9 mars 2020. La structure porteuse de l'élaboration et de la mise en œuvre est la Métropole européenne de Lille. 
La qualité des cours d'eau peut être consultée sur un site dédié géré par les agences de l'eau et l'Agence française pour la biodiversité. 

### Climat
Pour des articles plus généraux, voir Climat des Hauts-de-France et Climat du Nord.
En 2010, le climat de la commune est de type climat océanique dégradé des plaines du Centre et du Nord, selon une étude du CNRS s'appuyant sur une série de données couvrant la période 1971-2000. En 2020, Météo-France publie une typologie des climats de la France métropolitaine dans laquelle la commune est exposée à un climat océanique et est dans la région climatique  Nord-est du bassin Parisien, caractérisée par un ensoleillement médiocre, une pluviométrie moyenne régulièrement répartie au cours de l'année et un hiver froid (3 °C). 
Pour la période 1971-2000, la température annuelle moyenne est de 10,6 °C, avec une amplitude thermique annuelle de 14,6 °C. Le cumul annuel moyen de précipitations est de 683 mm, avec 12,1 jours de précipitations en janvier et 8,6 jours en juillet. Pour la période 1991-2020, la température moyenne annuelle observée sur la station météorologique la plus proche, située sur la commune de Cappelle-en-Pévèle à 5 km à vol d'oiseau, est de 11,1 °C et le cumul annuel moyen de précipitations est de 736,6 mm,. Pour l'avenir, les paramètres climatiques de la commune estimés pour 2050 selon différents scénarios d'émission de gaz à effet de serre sont consultables sur un site dédié publié par Météo-France en novembre 2022.

## Urbanisme

### Typologie
Au 1er janvier 2024, Ennevelin est catégorisée bourg rural, selon la nouvelle grille communale de densité à sept niveaux définie par l'Insee en 2022.
Elle est située hors unité urbaine. Par ailleurs la commune fait partie de l'aire d'attraction de Lille (partie française), dont elle est une commune de la couronne,. Cette aire, qui regroupe 201 communes, est catégorisée dans les aires de 700 000 habitants ou plus (hors Paris),.

### Occupation des sols
L'occupation des sols de la commune, telle qu'elle ressort de la base de données européenne d'occupation biophysique des sols Corine Land Cover (CLC), est marquée par l'importance des territoires agricoles (85,7 % en 2018), en diminution par rapport à 1990 (89,6 %). La répartition détaillée en 2018 est la suivante : 
terres arables (72,8 %), zones agricoles hétérogènes (8,4 %), zones urbanisées (7,6 %), forêts (5,2 %), prairies (4,5 %), zones industrielles ou commerciales et réseaux de communication (1,4 %), zones humides intérieures (0,1 %). L'évolution de l'occupation des sols de la commune et de ses infrastructures peut être observée sur les différentes représentations cartographiques du territoire : la carte de Cassini (XVIIIe siècle), la carte d'état-major (1820-1866) et les cartes ou photos aériennes de l'IGN pour la période actuelle (1950 à aujourd'hui).

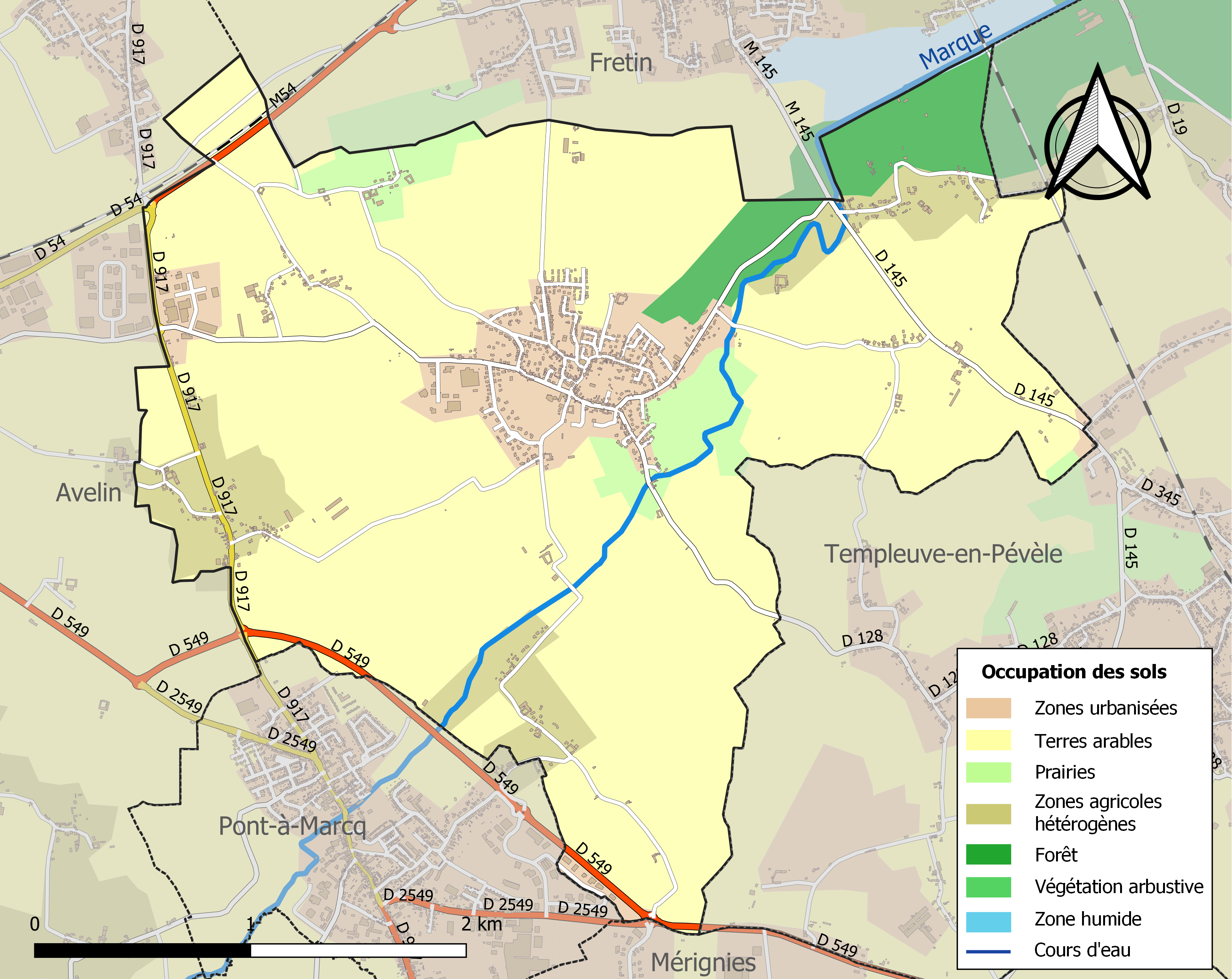
Carte des infrastructures et de l'occupation des sols de la commune en 2018 (CLC).

## Toponyme
Noms anciens. Anevclin, dans une charte de 1275, cartulaire de l'Abbiette de Lille. Carpentier cile une vente de 1150. II. 680.
Annevelin, 1289, car t. deLoos. Anevellin, 1387, cart. de l'Abbiette.

## Histoire
Les habitants d'Ennevelin, ainsi que ceux de Fretin et Templeuve, avaient droit de pêche dans les marais qui se trouvent entre ces trois villages ; ils furent confirmés dans leur droit en 1258 par la comtesse Marguerite, à qui ils devaient 40 sols, monnaie de Flandre, de reconnaissance.
Avant la Révolution française, Ennevelin était le siège d'au moins une seigneurie. 
Vers 1670, Guillaume d'Avesne, écuyer, fils de Florent, écuyer et de Jeanne Mansemant, est seigneur d'Ennevelin. Il nait à La Franche (Hainaut), devient bourgeois de Lille le 2 janvier 1671 et meurt le 3 avril 1682. Il a épousé Marie-Chrétienne de La Frelie, puis à Lille le 22 décembre 1670 Marie-Catherine de Sailly (Lille 1634-1677), fille de Jacques de Sailly, seigneur d'Ardompretz et bourgeois de Lille et de Marie Poulle, et enfin Marie-Isbergue Mouget. Guillaume d'Avesne est enterré au côté de ses deux premières femmes dans l'église d'Ennevelin.
Le 8 septembre 1708, les fourrageurs français, poursuivis par deux bataillons anglais, se réfugièrent dans le château d'Ennevelin, qui était entouré de murailles et de fossés, et y repoussèrent pendant plus d'une heure toutes les charges, jusqu'à ce qu'on leur eût envoyé des secours [Mercure historique). La droite de l'armée française, commandée par le duc de Bourgogne, en septembre 1708, fut placée derrière ce village, elle devait secourir Lille pendant que cette ville était assiégée par les Alliés.
Vers 1730, Nicolas-Guillaume Imbert, écuyer, est seigneur de Seneschal, la Phalecque (sur Lompret), Ennevelin, Planty; il assure les fonctions de rewart (chargé de la police) puis de maïeur (maire) de Lille. Il meurt d'un coup de sang en présidant le magistrat (ancêtre du conseil municipal) de la ville.
Selon le géologue Jules Alexandre Alphonse Meugy (1850), la tourbe était autrefois exploitée dans une partie de la vallée de la Marque (près du lit mineur où on la trouvait sur une épaisseur pouvant atteindre 6 m) ; d'Ennevelin à Bouvines et Cysoing, avant que l'exploitation en soit interdite en raison selon lui d' « inconvénients graves » dus à une exploitation désordonnée et faite sans surveillance.

### Aigremont
Aigremont, situé sur l'actuelle commune d'Ennevelin, était avant la Révolution française, le siège d'une seigneurie devenue en 1773 un marquisat. La ferme d'Aigremont constitue un vestige de ce passé. Un hôtel particulier de Lille l'Hôtel d'Hailly d'Aigremont est également lié à cette ancienne seigneurie. Les descendants du seigneur d'Aigremont, fait marquis en février 1773, vont garder le titre qui survit à la Révolution française. 
Jacques Thieulaine, seigneur d'Aigremont et du Fermont au XVe siècle, a été secrétaire de plusieurs dirigeants de la région à l'époque : il a été secrétaire de la veuve du duc de Bourgogne Philippe le Bon Isabelle de Portugal, de leur fils Charles le Téméraire, de la fille de Charles Marie de Bourgogne du mari de Marie Maximilien Ier , de leur fils Philippe Ier le Beau et du fils de Philippe, l'empereur Charles Quint au service duquel il meurt vers 1525.
Pierre-Louis Jacops d'Hailly (1669-1738), écuyer, est seigneur d'Hailly, Aigremont, Lompret. Bourgeois de Lille, bourgeois d'Arras, conseiller secrétaire du roi, il est l'auteur de récits de voyages conservés à la Bibliothèque municipale de Lille. Il se marie deux fois, d'abord à Lille le 3 février 1694 avec Julie-Thérèse Diedeman (1669-1695), puis à Arras le 24 avril 1708 avec Marie-Madeleine Quarré, dame de Kaverlies, fille de Philippe-Albert, écuyer, seigneur de Boiry et d'Anne-Madeleine Payen.
Henri-Ambroise-Ernest Jacops (1709-1764), écuyer, seigneur d'Aigremont, Hailly, Lompret, nait à Lille en mars 1709 (baptisé le 14 mars 1709). Fils du second lit de Pierre-Louis Jacops, passe bourgeois de Lille le 11 décembre 1738, est inscrit au rôle des nobles de Flandre par ordonnance du 24 octobre 1738. Il meurt le 25 août 1764. Il épouse à Lille, le 18 octobre 1738, sa cousine issue de germain Madeleine-Charlotte Jacops, fille de Jean-Baptiste, écuyer, seigneur de Vertein, et de Marie-Jeanne Cardon.
En février 1773 sont données à Versailles des lettres érigeant en marquisat (titre de marquis) la terre d'Aigremont en faveur d'Henri-Louis-Marie Jacops d'Aigremont (1741-1795). La terre, fief et seigneurie d'Aigremont  possède toutes les justices (justice seigneuriale), de nombreux arrière-fiefs, et s'étend aux villages d'Ennevelin, Templeuve-en-Pévèle, Avelin, Fretin, Marc-en-Pévèle.  Henri-Louis-Marie Jacops d'Aigremont, fils d'Henri-Ambroise-Ernest, écuyer avant de passer marquis, seigneur d'Aigremont, Hailly, Lompret et de très nombreux fiefs, naît à Lille en septembre 1741 (baptisé le 14 septembre 1741), devient chevau-léger de la Garde du roi par certificat du 16 avril 1761, bourgeois de Lille le 12 mars 1765. Il émigre pendant la Révolution française, et meurt à Hambourg le 8 juillet 1795. Il épouse par contrat à Hem le 4 août 1764, Marie-Louise-Angélique, comtesse de Gand, fille de Jean-Guillaume-François-Marie, marquis d'Hem, et de Louise-Angélique des Fossés.
Louis-Narcisse Jacops (1768-1829), 2e marquis d'Aigremont, fils d'Henri-Louis-Marie, naît à Lille en juillet 1768 (baptisé le 18 juillet 1768). Il fait ses preuves de noblesse en même temps que son frère Louis-Paulin le 21 novembre 1783 afin d'obtenir une sous-lieutenance. Pendant la Révolution française, il émigre en 1791. Il vit à Brunswick de son travail de peintre miniaturiste. Rentré en France, il est placé en surveillance à Lille par arrêté du ministre de la police Joseph Fouché le 14 nivôse an X (4 janvier 1802). Il devient en 1824 conservateur-adjoint, puis en 1826 conservateur du Palais des Beaux-Arts de Lille. Il meurt à Lille célibataire le 29 juin 1829, à 61 ans.
Louis-Paulin Jacops (1769-1846), frère de Louis-Narcisse, 3e marquis d'Aigremont, naît à Lille en septembre 1769 (ondoyé le 11 septembre 1769, baptisé le 15). Il entre comme cadet aux Gardes wallonnes du roi Charles III d'Espagne le 16 décembre 1787, tout en étant sous-lieutenant de remplacement au régiment français de Champagne-infanterie dont son oncle le vicomte de Gand était le colonel. Lui aussi émigré en 1790 ou 1791, Paulin fait au sein des Gardes wallonnes toutes les campagnes contre la Révolution française et monte régulièrement en grade (enseigne en 1793, sous-lieutenant en 1795, sous-aide-major en 1799, lieutenant en 1802). Fait colonel d'infanterie et gouverneur d'Alméria en 1804, il reste au service de Joseph Bonaparte après l'éviction des Bourbons d'Espagne et rentre en France en 1812. Sous la Restauration, il est fait chevalier de Saint-Louis en 1815 et accède au grade de colonel au service de France. Il meurt le 18 novembre 1846, à 77 ans, au château de Beaulieu (Vaucluse, commune de Monteux). Il épouse à Madrid en 1804 Anne-Françoise-Caroline-Geneviève de Chaussande, fille d'Antoine-François-de-Paul-Hyacinthe, baron de Saint-Roman, et de Marie-Anne-Thérèse-Césarine de Proyet.
Louis-Eugène-Richard Jacops (1822-1893), fils de Louis-Paulin, 4e marquis d'Aigremont, naît à Carpentras le 3 avril 1822 et meurt le 20 novembre 1893, à 71 ans. Il prend pour femme le 15 avril 1846 Amicie de Seguins-Vassieux, fille d'Alexandre Joseph-François, comte de Seguins, marquis de Vassieux, et de Félicité-Flavie de Cohorn.
Louis-Théophile (dit Ludovic) Jacops, fils de Louis-Eugène-Richard, 5e marquis d'Aigremont, naît le 19 octobre 1853. Il épouse à Aix-en-Provence, le 3 juin 1884, Louise-Marie-Marguerite-Noélie Dufaur, née le 25 décembre 1857, fille de Charles-Louis et de Léocadie Le Blanc de Castillon. Il meurt le 8 décembre 1927. Dont postérité.
Le château d'Aigremont, qui était d'une belle construction, fut détruit en 1794 par les attaques réitérées des Autrichiens, pour en déloger les Français, qui y étaient en avant-postes du camp de Pont-à-Marcq.

### Héraldique
|  | Les armes d'Ennevelin se blasonnent ainsi :Fascé contrefascé d'or et d'azur de quatre pièces. |

## Associations sportives
- Le Judo Club d'Ennevelin
- Stade d'Ennevelin : football

## Politique et administration

### Liste des maires

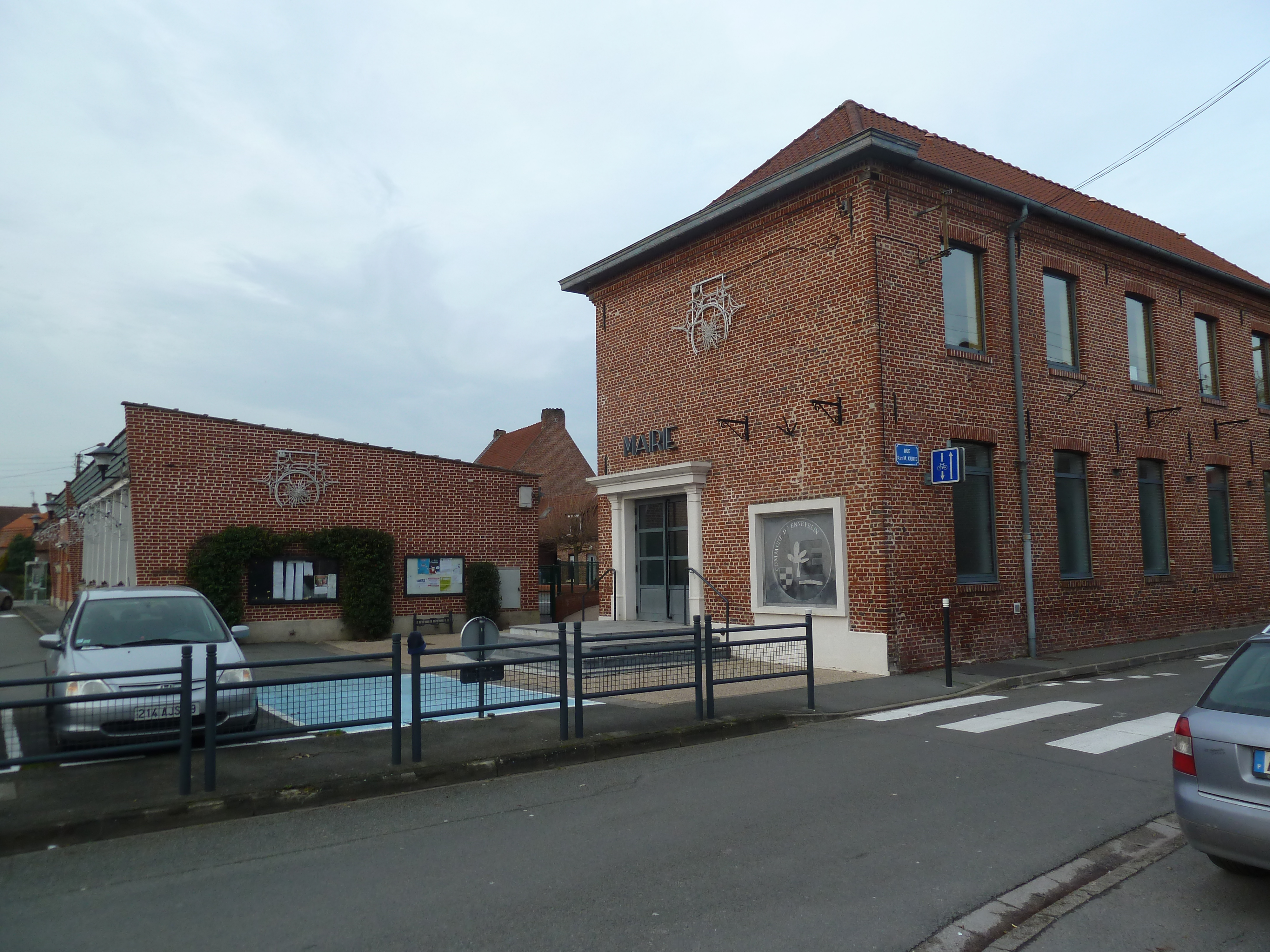
la mairie d'Ennevelin

Maire de 1802 à 1807 : N. J. Lambelin,.
Maire en 1808 : Desmons.
Maire en 1881 : Charles François Favier.
| Période                                  | Période       | Identité               | Étiquette | Qualité                                                                                              |
| ---------------------------------------- | ------------- | ---------------------- | --------- | --- |
| Les données manquantes sont à compléter. |               |                        |           | |
| 1908                                     | 1912          | Edmond Favier          |           | |
| 1912                                     | 1921          | Léon Favier            |           | |
| 1921                                     | 1935          | Pierre Favier          |           | |
| 1935                                     | 1947          | Louis Warocquier       |           | |
| 1947                                     | 1959          | Paul Warocquier        |           | |
| 1959                                     | 1960          | Raymond Duthilleul     |           | |
| 1960                                     | décembre 1984 | Roger Caby (1929-1984) | PS        | Décédé en fonction                                                                                   |
| janvier 1985                             | avril 2004    | Daniel Devendeville    |           | Directeur d'école élémentaire et maternelle Décédé en fonction                                       |
| avril 2004                               | mars 2008     | Michel Dupont          | DVG       | Cadre                                                                                                |
| mars 2008                                | mars 2014     | Alain Vallaeys         | DVG       | Directeur général des services retraité                                                              |
| mars 2014                                | En cours      | Michel Dupont          | DVG       | Cadre retraité 3e vice-président de la CC Pévèle Carembault (2020 → ) Réélu pour le mandat 2020-2026 |

## Population et société

### Démographie

#### Évolution démographique
L'évolution du nombre d'habitants est connue à travers les recensements de la population effectués dans la commune depuis 1793. Pour les communes de moins de 10 000 habitants, une enquête de recensement portant sur toute la population est réalisée tous les cinq ans, les populations de référence des années intermédiaires étant quant à elles estimées par interpolation ou extrapolation. Pour la commune, le premier recensement exhaustif entrant dans le cadre du nouveau dispositif a été réalisé en 2006.

En 2022, la commune comptait 2 417 habitants, en évolution de +10,57 % par rapport à 2016 (Nord : +0,51 %, France hors Mayotte : +2,11 %).
| 1793  | 1800  | 1806  | 1821  | 1831  | 1836  | 1841  | 1846  | 1851  |
| ----- | ----- | ----- | ----- | ----- | ----- | ----- | ----- | ----- |
| 1 254 | 1 349 | 1 486 | 1 487 | 1 684 | 1 741 | 1 703 | 1 625 | 1 646 |

| 1856  | 1861  | 1866  | 1872  | 1876  | 1881  | 1886  | 1891  | 1896  |
| ----- | ----- | ----- | ----- | ----- | ----- | ----- | ----- | ----- |
| 1 569 | 1 601 | 1 587 | 1 592 | 1 626 | 1 544 | 1 507 | 1 508 | 1 427 |

| 1901  | 1906  | 1911  | 1921  | 1926  | 1931  | 1936  | 1946  | 1954  |
| ----- | ----- | ----- | ----- | ----- | ----- | ----- | ----- | ----- |
| 1 416 | 1 386 | 1 345 | 1 187 | 1 189 | 1 165 | 1 152 | 1 131 | 1 099 |

| 1962  | 1968  | 1975  | 1982  | 1990  | 1999  | 2006  | 2011  | 2016  |
| ----- | ----- | ----- | ----- | ----- | ----- | ----- | ----- | ----- |
| 1 085 | 1 078 | 1 210 | 1 474 | 1 792 | 1 973 | 2 181 | 2 142 | 2 186 |

| 2021  | 2022  | - | - | - | - | - | - | - |
| ----- | ----- | - | - | - | - | - | - | - |
| 2 356 | 2 417 | - | - | - | - | - | - | - |

#### Pyramide des âges
La population de la commune est relativement jeune.
En 2018, le taux de personnes d'un âge inférieur à 30 ans s'élève à 36,7 %, soit en dessous de la moyenne départementale (39,5 %). À l'inverse, le taux de personnes d'âge supérieur à 60 ans est de 22,4 % la même année, alors qu'il est de 22,5 % au niveau départemental.
En 2018, la commune comptait 1 097 hommes pour 1 107 femmes, soit un taux de 50,23 % de femmes, légèrement inférieur au taux départemental (51,77 %).
Les pyramides des âges de la commune et du département s'établissent comme suit.
| Hommes | Classe d’âge | Femmes |
| ------ | ------------ | ------ |
| 0,3    | 90 ou +      | 0,6    |
| 4,8    | 75-89 ans    | 5,2    |
| 16,1   | 60-74 ans    | 17,9   |
| 22,8   | 45-59 ans    | 21,3   |
| 18,5   | 30-44 ans    | 19,2   |
| 17,8   | 15-29 ans    | 16,6   |
| 19,7   | 0-14 ans     | 19,2   |

| Hommes | Classe d’âge | Femmes |
| ------ | ------------ | ------ |
| 0,5    | 90 ou +      | 1,4    |
| 5,3    | 75-89 ans    | 8,1    |
| 14,8   | 60-74 ans    | 16,2   |
| 19,1   | 45-59 ans    | 18,4   |
| 19,5   | 30-44 ans    | 18,7   |
| 20,7   | 15-29 ans    | 19,1   |
| 20,2   | 0-14 ans     | 18     |

## Lieux et monuments
- Église Saint Quentin : église de type "Halle" qui a été rénovée au XIXe siècle par l'architecte Charles Leroy. Un côté est orné d'un cadran solaire. L'église n'a presque rien conservé du caractère de son origine. L'autel appartenait à l'abbaye de Saint-Quentin-en-l'Isle. Baudry, évêque de Tournay, le lui avait donné en 1106 : jusqu'alors elle ne l'avait tenu qu'en personnat.
- Ferme d'Aigremont : Ferme entourée de douves qui a été rénovée. Constitue les restes du château de la famille d'Aigremont, détruit en 1794.
- Château Blanc, construit en 1824. Propriété privée.
- Monument aux morts, inauguré en 1921.
- École Daniel Devendeville : initialement école élémentaire, cette école dont le premier chantier s'est achevé en 1984, abrite également les classes de maternelle. L'école a pris le nom du maire Daniel Devendeville à sa mort en 2004, puisqu'il en était également le directeur.
- Espace Naturel des Rotours. Dans ce parc se trouvait autrefois le château dit d'Ennevelin, détruit à la fin de la Seconde Guerre mondiale.
- Étang communal : bassin artificiel dont le premier empoissonnement a eu lieu en novembre 1986.
- Ferme de la Bosse.
- Ferme Saint-Vaast.
- Médiathèque "La Marque Page". Celle-ci est le fruit du réaménagement d'une ferme au carré abandonnée.

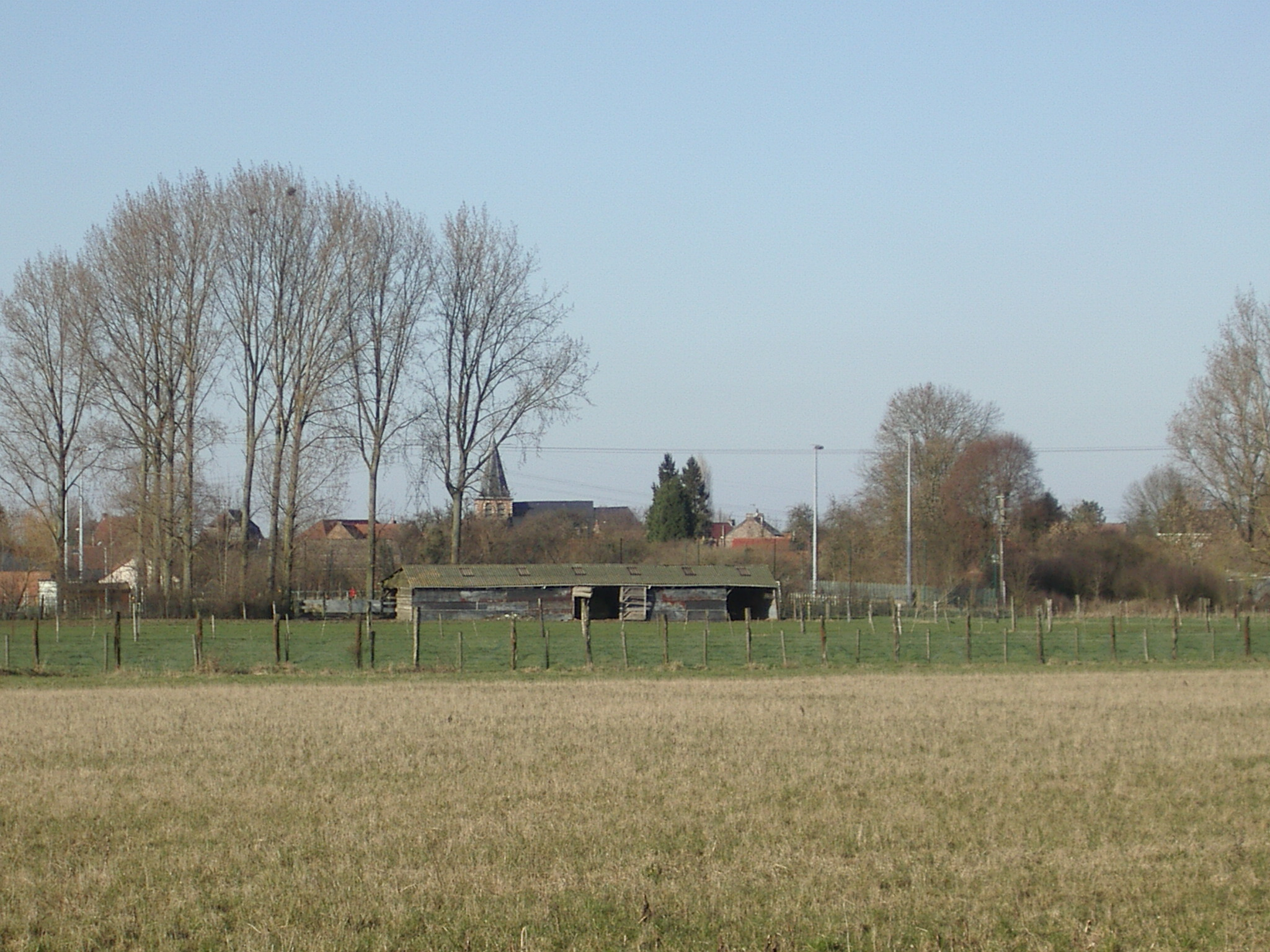
Vue du village de loin.
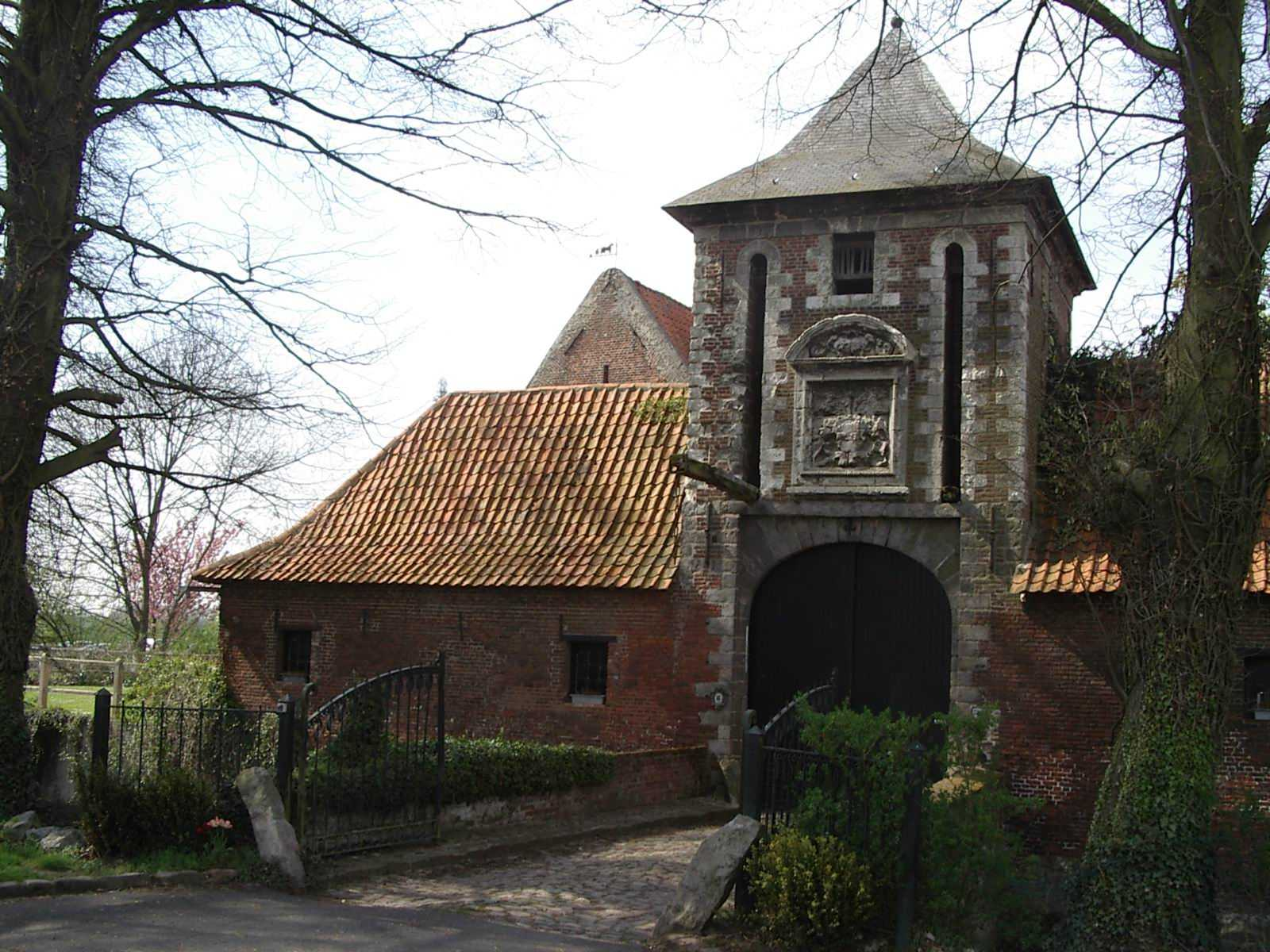
La Ferme d'Aigremont
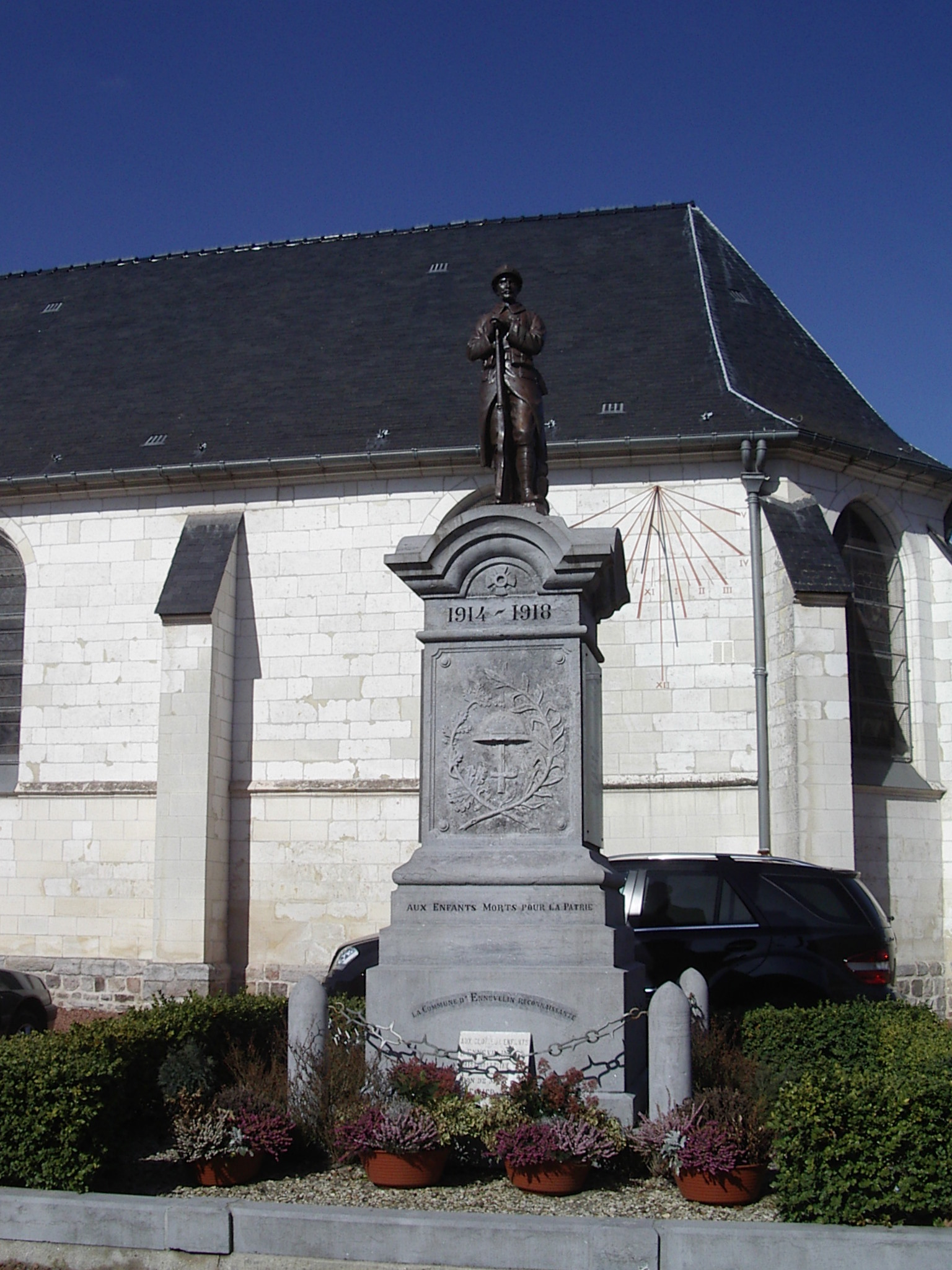
Monument aux morts et cadran solaire sur l'église.

## Personnalités liées à la commune
- Pierre-Louis Jacops d'Hailly : Seigneur d'Aigremont en 1684, conseiller-secrétaire du Roi à la chancellerie du Parlement de Flandres à Tournai, auteur de plusieurs manuscrits conservés à la Bibliothèque municipale de Lille.
- Denise Brice : paléontologue, née à Ennevelin en 1928.
- Daniel Devendeville : Directeur de l'école élémentaire et maternelle de 1978 à 2002 et maire de la commune de 1984 à 2004. Depuis le 18 décembre 2004, l'école s'appelle désormais "école Daniel Devendeville" pour lui rendre hommage; une plaque se trouve à l'entrée principale de l'établissement.

## Pour approfondir